# Barthélémy Jobert
Pour les articles homonymes, voir Jobert.
Barthélemy Jobert, né le 6 octobre 1962, est un historien de l'art français, spécialiste du XIXe siècle. Ancien Président de l'université Paris-Sorbonne, il a été l'un des protagonistes de la fusion de l'université Paris-Sorbonne avec UPMC, qui a mené à la création de Sorbonne Université. Le 1er janvier 2018 et est devenu Président de la Fondation Sorbonne Université.

## Biographie
Après des études d'histoire à l'École normale supérieure (1982-1988) et une agrégation, il soutient en 1994 une thèse de doctorat à l'université Paris-Sorbonne intitulée « La réception de l’école anglaise en France, 1802-1878 : un aspect des relations artistiques franco-britanniques au XIXe siècle ».
Parallèlement à ses recherches de doctorat, il est teaching assistant à l’université Harvard et surtout chargé du fonds d'estampes anglaises au département des Estampes et de la Photographie de la Bibliothèque nationale (1988-1992).
Nommé en 1995 maître de conférences d’histoire de l’art moderne à l'université Paris-Sorbonne, il est boursier Focillon de l'université Yale en 2000 et enseigne à l'École du Louvre. Habilité à diriger des recherches en 1998, il est élu professeur d'histoire de l'art à l'université Grenoble-II en 2001 puis à l'université Paris-Sorbonne en 2004. Il coordonne en 2010-2011 la participation de l'Université aux programmes du Grand Emprunt (Labex, Idex).
Il est élu une première fois président de l'université Paris-Sorbonne en mars 2012, puis réélu pour un second mandat en mars 2016. Après la fusion de l'université Paris-Sorbonne avec UPMC, il est devenu Président de la Fondation Sorbonne Université.
Depuis 2020, il dirige la Revue de l'art.

## Recherches
Barthélemy Jobert est spécialiste de l'histoire de l'art européen (France, Angleterre) du XIXe siècle.
À l'origine spécialiste de l'estampe anglaise, il a été commissaire de l'exposition « Bonington graveur et lithographe » à la Bibliothèque nationale (1992) puis, en 1994, commissaire pour les estampes de l'exposition « D'outre-Manche : l'art britannique dans les collections publiques françaises » (musée du Louvre).
Il a également été commissaire associé d'expositions sur le romantisme français comme « Delacroix, le trait romantique » (Bibliothèque nationale de France, 1998), « Le sentiment de la montagne » (musée de Grenoble, 2002) ou, pour « L'estampe encore », commissaire de Girodet (Cleveland, Cleveland Museum of Art ; New York, The Metropolitan Museum of Art ; Paris, musée du Louvre, 2005-2006),.

## Publications
- Delacroix, Gallimard, Paris, 1997  (ISBN 207011516X)
- Delacroix, le trait romantique, Bibliothèque Nationale de France, Paris, 1998  (ISBN 978-2717720433)
- Girodet (1767-1824), Gallimard, Paris, 2005  (ISBN 978-2070117833)
- Gabriel Loppé. Voyages en montagne, Éditions Fage, Lyon, 2006  (ISBN 978-2849750742)
- Turner. Peintures et aquarelles. Collections de la TATE, Fonds Mercator, Bruxelles, 2020  (ISBN 978-9462302204)

## Distinctions
- Chevalier de la Légion d'honneur (depuis le 1er janvier 2015[5])
- Chevalier de l'ordre des Palmes académiques